# Махмальбаф, Самира
Самира Махмальбаф (перс. سمیرا مخملباف‎, Sämira Mäxmälbaf; род. 15 февраля 1980, Тегеран) — иранский кинорежиссёр и сценарист, дочь Мохсена Махмальбафа. Обладательница ряда кинонаград, в том числе двух Призов жюри Каннского кинофестиваля.

## Биография
В возрасте семи лет участвовала в съемках фильма «Велосипедист» у своего отца Мохсена Махмальбафа. В 14 лет бросила школу ради учёбы на киностудии «Махмальбаф фильм хауз». В семнадцатилетнем возрасте она, после съемок двух видеоклипов, приступила к созданию фильма «Яблоко». Годом спустя, в возрасте восемнадцати лет, она стала самым молодым кинорежиссёром, участвующим в официальной программе Каннского кинофестиваля. За два года «Яблоко» участвовало более чем в ста кинофестивалях и было показано более чем в 30-и странах.
В 1999 году Самира Махмальбаф снимает свой второй фильм «Школьные доски» с которым в 2000 году выигрывает Приз жюри Каннского фестиваля.
В 2008 году во время съёмок пятого фильма «Двуногий конь» на Самиру Махмальбаф было совершено покушение, в результате которого пострадало несколько членов съёмочной группы.

## Фильмография
- 1999 — Яблоко
- 2000 — Школьные доски
- 2002 — 11 сентября (эпизод Бог, создание и разрушение)
- 2003 — В пять часов пополудни
- 2008 — Двуногий конь